# Òrun Àiyé
Òrun Àiyé (pronúncia em português: orún aiê) é um projeto multiplataforma e transmídia que envolve curta-metragem, série, longa-metragem, podcast, bonecos, games e livros. O curta-metragem (episódio piloto da série) estreou no dia 15 de janeiro de 2016 no Espaço Itaú de Cinema Salvador. Idealizados pelas cineastas Jamile Coelho e Cintia Maria, as produções narram histórias da cultura iorubá, difundido a cultura e a religiosidade afro-brasileira. Em iorubá, Òrun significa o mundo espiritual e Àiyé, o mundo físico.
O episódio piloto da série está disponível no Itaú Cultural Play (http://itauplay.com.br), plataforma gratuita que trabalha exclusivamente com cinema brasileiro. O espaço para o cinema de autoria negra no Itaú Cultural Play é destacado e tem uma seção especial: O Cinema Negro Brasileiro, composta por 12 produções e estão dentre outros títulos, o curta-metragem baiano Òrun Àiyé – A Criação do Mundo (2015). Na animação, que utiliza diversas técnicas, um avô narra à neta a história da criação do mundo e dos seres humanos, segundo a mitologia iorubá.

## Episódio Piloto
O mito da criação do universo é contado pela técnica do stop motion e animação 2D no curta-metragem Òrun Àiyé - A Criação do Mundo. Produzido com mais de 25 mil fotografias, a animação mostra a trajetória de Oxalá para cumprir sua missão junto a outros deuses, em uma narração de 12 minutos, cheia de simbolismos da cultura afro-brasileira. Com roteiro de Thyago Bezerra, a animação é inclusiva e conta com recursos como audiodescrição, subtitulação e janela de Libras, além de estar legendada em mais cinco idiomas – português, inglês, francês, espanhol e iorubá.. A animação estreou no dia 15 de janeiro de 2016, em Salvador, e já foi selecionada em mostras e festivais de cinema nas principais capitais brasileiras e no exterior, tendo ganhado prêmios importantes.
Sexta-feira, dia de Oxalá, no dia seguinte à Lavagem do Bonfim, teve pré-estreia em Salvador de Òrun Àiyé – A Criação do Mundo, animação em stop-motion dirigida por Jamile Coelho e Cíntia Maria, realização da Estandarte Produções. Foram necessárias cinco sessões (sempre lotadas) para atender ao público que compareceu ao Cine Glauber Rocha, localizado em frente à Praça Castro Alves. Quer mais um dado simbólico? Este 15 de janeiro de 2016 marca os 40 anos do decreto-lei que aboliu a necessidade de os terreiros de Candomblé na Bahia pedirem autorização à polícia para a prática de seus ritos (isso mesmo, apenas 40 anos).
Para além da fé, o Candomblé se coloca como um espaço de preservação de memória e também uma grande referência de comunidade no que diz respeito ao convívio social, respeito aos mais velhos e preservação da natureza. Poço inesgotável de cultura, o culto ao Orixá sobrevive firme e forte apesar de todo o preconceito que rodeia esta religião característica dos afrodescendentes brasileiros. Nesse sentido são muitos os trabalhos que tentam desmistificar e propor uma discussão e interpretação honesta acerca da beleza e conceitos que formam o Candomblé, caso da premiada animação baiana Òrun Àiyé, curta feito em stop motion e que de maneira delicada e cuidadosa narra a criação do mundo a partir do Orixá.
Com trajetória de sucesso, o curta produzido pela Estandarte Produções já rodou o mundo desde seu lançamento, sendo exibido em países como Estados Unidos, Cuba, México, França, Espanha, Portugal, Suíça, Quênia e Colômbia, além de mais de 10 estados brasileiros.
Segundo o portal Afreaka "Orun Aiyê é uma novidade bem-vinda e imprescindível para o fomento e continuidade de uma discussão madura acerca da presença africana, não só na constituição da base, mas em todos os momentos da vida brasileira."
–Precisamos identificar nossa história, legado, cultura. Quando trabalhamos com animação, estamos mexendo com o subjetivo, com a criatividade. Quando o roteiro chegou até nós, esse legado nos tocou profundamente – contou, em entrevista ao Por dentro da África, Jamile Coelho, que dirigiu a obra ao lado de Cintia Maria.

### Elenco
| Ator                | Personagem |
| Carlinhos Brown     | Oxalá      |
| João Miguel         | Olodumarê  |
| Carlos Betão        | Bira       |
| Fernanda Crescencio | Luna       |
| Jorge Washington    | Orunmilá   |
| Fábio de Santana    | Odudua     |

### Premiações
Indicado a mais de 70 festivais no Brasil e no exterior, o curta “Òrun Àiyé: a Criação do Mundo”, recebeu 17 prêmios.
| Prêmio                                                                 | Ano              | Festival                                                        |
| Menção Honrosa Novos Talentos                                          | Novembro de 2015 | Festival Internacional Brasil Stop Motion                       |
| Melhor Filme Júri Popular                                              | Junho de 2016    | FECIBA - Festival de Cinema Baiano                              |
| Menção Honrosa do Júri                                                 | Junho de 2016    | FAM DE TODOS - Florianópolis Audiovisual Mercosul               |
| Melhor Animação                                                        | Julho de 2016    | Largo Film Awards (Genebra/Suíça)                               |
| Melhor Animação da Diáspora                                            | Setembro de 2016 | Silicon Valley African Film Festival (Califórnia, EUA)          |
| Melhor Direção de Arte                                                 | Novembro de 2016 | Festival de Cinema de Três Passos                               |
| Melhor Animação                                                        | 2016             | Slum Film Festival (Nairóbi/Quênia)                             |
| Melhor Audiodescrição do Júri Popular e 3° Lugar Melhor Audiodescrição | Abril de 2017    | Festival Ver Ouvindo (Recife/Pernambuco)                        |
| Melhor Trilha Sonora e Melhor Animação Infanto Juvenil                 | Agosto de 2017   | Festival de Cinema de Triunfo (Pernambuco)                      |
| Melhor Trilha Sonora e Melhor Animação                                 | Agosto de 2017   | Mostra de Cinema Adélia Sampaio (Brasília/DF)                   |
| Menção Honrosa                                                         | Setembro de 2017 | Festival FECIN Festival de TV e Cinema do Interior              |
| Melhor Animação                                                        | Outubro de 2017  | Festissauro - Festival de Cinema de Sousa (Sousa/PB)            |
| Melhor Trilha Sonora                                                   | Dezembro de 2017 | FestCine Maracanaú – Festival de Cinema Digital e Novas Mídias  |
| Melhor Curta Metragem                                                  | Abril de 2018    | Mostra Itinerante de Cinema Negro - Mahomed Bamba (Salvador/BA) |

### Homenagens
O primeiro episódio da série, A Criação do Mundo, homenageia duas personalidades importantes para a cultura afro-brasileira: a mãe de santo e líder do movimento negro em Londrina Vilma Santos, a Yá Mukumby, e o historiador baiano Ubiratan Castro de Araújo, conhecido carinhosamente como professor Bira.

## Segundo Episódio
O segundo episódio da série Òrun Àiyé - As Águas de Oxalá conta a história de Luna, uma curiosa garotinha negra de oito anos que enfrenta dificuldades para encontrar livros sobre a mitologia africana. A partir da jornada de Luna, o telespectador será transportado para a África ancestral (Àiyé) e o mundo espiritual (Òrun), através da narração da história das Águas de Oxalá e a saga de Oxalufã para visitar o reino de Xangô. Com tempo total de 17 minutos, o episódio tem argumento criado pelas diretoras Jamile Coelho e Cintia Maria e roteiro de Iara Sydenstricker (TV Globinho e Bambuluá). A animação, que utilizará técnicas de computação gráfica, 2D, motion grafics, maquetes e 3D, ainda não tem data de estreia e contará com a atriz Léa Garcia no elenco.

## Cinema Negro
A produção da animação no Brasil pode ter vivido um boom nos últimos, em especial com os mecanismos de cotas na TV fechada e políticas públicas de fomento. Mas que histórias estão sendo contadas nesse segmento e, igualmente importante, quem está contando? Em um país que tem historicamente os rumos criativos da produção audiovisual nas mãos de homens brancos, que espaços a população negra está conseguindo alcançar para lançar suas narrativas e seus corpos, em especial nas obras que vão atingir um público infantil?
São algumas questões que pautam o trabalho do professor e cineasta da Universidade Federal Rural do Rio de Janeiro, Sandro Lopes, em especial a série documental O que é animação negra? , estreando nesta segunda-feira no YouTube do projeto CultNE. A iniciativa entrevista quatro profissionais negros envolvidos na produção de animação, incluindo os pernambucanos Jefferson Batista (diretor do curta De Onde a Chuva Vem?) e Kalor Pacheco (roteirista da série Bia Desenha), além de Jamile Coelho (diretora do curta Òrun Aiyé) e Valu Vasoncelos (diretor da série Jarau), buscando entender as trajetórias e contextos de produção dessas pessoas e suas estratégias para contar suas histórias.
“O cinema serve a algo maior que a própria arte, por ajudar na construção de imaginário e subjetividades. Compreendendo a representação como um processo de significação histórica, socialmente construído e determinado por relações de poder, buscamos através de nossas produções reconstruir as representações sociais sobre os brasileiros negros, contestando as narrativas pejorativas e estereotipadas, reelaborando suas imagens e os papéis que assumiram/assumem na sociedade.

## Livro
Há uma variedade de hipóteses sobre a origem do universo. O livro infantil Òrun Àiyé: a Criação do Mundo, escrito pela cineasta escritora negra Jamile Coelho, apresenta mais uma versão aos pequenos, pela óptica de religiões afro-brasileiras, mais especificamente a iorubá, surgida na região onde hoje fica parte da Nigéria. No livro com ilustrações de Marcone Silva e contracapa do antropólogo baiano Vilson Caetano, vovô Jaime conta aos netos Antônio e Beth a missão dada por Olorum, o senhor de todas as coisas, ao filho Obatalá: criar o mundo (Àiyé). A publicação nasce da animação homônima dirigida por Jamile e Cintia Maria, que ganhou mais de 25 prêmios. Òrun Àiyé está sob um financiamento coletivo pelo Catarse, com lançamento do e-book previsto para o fim do mês e exemplares físicos prometidos para setembro.
Agora, seis anos depois, Jamile homenageia Jaime Sodré (1947-2020), outro importante historiador baiano, tanto quanto Bira no processo de preservação da cultura afro-brasileira. Desta vez, no entanto, a homenagem não é no vídeo, mas nas páginas do primeiro livro infantil de Jamile, que leva o mesmo nome do filme.
Na herança cultural africana, o griô é o guardião das histórias, o responsável por preservar a memória ancestral, transmitida de forma oral entre as gerações. E é a partir de uma figura como essa, no papel de um avô conversando com seus netos, que o livro "Òrun Àiyé: A Criação do Mundo" (ed. Emoriô) descreve a origem da Terra e dos seres humanos de acordo com a mitologia iorubá.
Assim como Bira, Jaime também aparece como um griô, que é considerado o guardião das histórias, uma "biblioteca viva" responsável por preservar a memória ancestral através da tradição oral. "A história é baseada na narrativa oral, que é uma memória viva e volátil. O livro traz uma outra história sobre a criação do mundo, repensada a partir da oralidade das pessoas mais velhas", afirma Jamile, que estreia na literatura.
Jamile diz que escolheu homenagear Jaime no livro porque ele representava muito bem essa figura da "biblioteca viva" que são os griôs. "O livro é uma homenagem a todos que partiram e, especialmente, a Jaime, que, embora tivesse a questão acadêmica muito forte, tinha também uma oralidade marcante". Os netos que ouvem de Jaime a história da criação do mundo, Antônio e Beth, são reais.
O livro também tem o objetivo de auxiliar na aplicação da Lei 10.639/03, que aborda sobre o ensino da história e cultura afro-brasileira e africana, ressalta a importância da cultura negra na formação da sociedade brasileira.

### Festas e Feiras Literárias
- Festa Literária Internacional do Pelourinho, em Salvador[39]
- Festa Literária Arte e Identidade no Pelourinho, em Salvador[40]

## Literatura negra infantil
Rompendo com as barreiras de outras produções literárias no país, a obra tem como um de seus principais objetivos trazer mais visibilidade a temáticas que não possuem reconhecimento. Um desses temas é a tradição das religiões de matriz africana e das entidades como os orixás. Outras obras com características semelhantes também foram lançadas este ano no Brasil. É o caso de “Òrun Àiyé: A criação do mundo", que narra o surgimento do universo a partir da mitologia iorubá. No livro, dedicado ao público infantil, a autora baiana Jamile Coelho apresenta o plano espiritual Òrunonde, onde vive Olorum, o senhor de todas as coisas e seus filhos, Obatalá e Odùdùa, quem espalha a magia necessária para o surgimento da terra.

O cenário da literatura negra nacional vem sendo tema de pesquisas pelo país. Em um estudo realizado pela Universidade de Brasília (UnB) e divulgado em 2014 foi indicado que aproximadamente 90% dos romancistas nacionais e contemporâneos são brancos. Além disso, quase 70% são homens e aproximadamente 50% são residentes em cidades como São Paulo e Rio de Janeiro.